# Jerzy Bułanow
Jerzy Bułanow, ros. Юрий Буланов, Jurij Bułanow (ur. 16 kwietnia?/29 kwietnia 1903 w Moskwie, Imperium Rosyjskie, zm. 18 marca 1980 w Buenos Aires) – polski piłkarz pochodzenia rosyjskiego, grający na pozycji obrońcy. Wieloletni kapitan Polonii Warszawa.

## Życiorys
Urodził się w Rosji, trenował w zespołach moskiewskich. Pod koniec 1918 lub na początku 1919, przeniósł się wraz z rodzicami i trzema braćmi z Rosji do Polski, uciekając przed rewolucją październikową i dojściem do władzy komunistów. Poszedł do rosyjskiego gimnazjum, ale zaczął uczyć się języka polskiego. Później ożenił się z Polką z Warszawy, napisał też liczne artykuły, opowiadania, a nawet powieści: Prawo pięści oraz Złoto i marmur. W 1925 r. wspólnie z bratem wydali kilka numerów „Wykwintnego dwutygodnika sportowego” pt. „Olimpiada”. W 1932 r. w tygodniku „Stadion” przedstawił wizję przyszłości z telewizją i internetem. Pracował jako kasjer Polskiego Towarzystwa Asfaltowego w Warszawie.
Pod koniec II wojny światowej uciekając przed nacierającą Armią Czerwoną, razem z rodziną przedostał się przez Czechy i Austrię do Włoch. Tam wstąpił do  2 Korpusu Polskiego gen. Władysława Andersa. W 1948 przeniósł się z rodziną do Argentyny.

### Kariera klubowa
Szybko się asymilował i już na początku lat 20. zagrał w reprezentacji Polski. Był wówczas piłkarzem Korony Warszawa (1919–1922), potem przeszedł do Legii Warszawa (1922), a w końcu do warszawskiej Polonii, w której grał w latach 1923–1937. W połowie lat 20. uważany za najlepszego obrońcę Warszawy.

### Kariera reprezentacyjna
W reprezentacji debiutował 3 września 1922 w meczu z Rumunią, jednak dopiero sześć lat później na stałe wywalczył sobie miejsce w kadrze. Łącznie w biało-czerwonych barwach do 18 sierpnia 1935 (mecz z Jugosławią) rozegrał 22 oficjalne spotkania, siedemnastokrotnie pełniąc funkcję kapitana.

## Ordery i odznaczenia
- Srebrny Krzyż Zasługi (19 marca 1937)[2]